# Гордоново
Гордоново — деревня в Новодеревеньковском районе Орловской области России.
Входит в состав Старогольского сельского поселения.

## География
Расположена вдоль реки Гоголь севернее деревни Серебряный Колодец.
Просёлочной дорогой деревня связана с автодорогой, выходящей на автомобильную дорогу 54А-1.

## Население
| 2010 |
| ---- |
| 50   |